# Heorhij Narbut
Heorhij (Jurij) Ivanovyč Narbut (9. března 1886 Narbutivka, Ruské impérium – 23. května 1920 Kyjev, Ukrajinská SSR) byl ukrajinský malíř a grafik.
Narodil se na samotě Narbutivka u Hluchova (nyní Sumská oblast). Zpočátku samouk, po úspěchu na jedné regionální výstavě přejíždí do Petrohradu. Zde žil v létech 1906–1917; učil se u ruských malířů I. Bilina a M. Dobružinského. V roce 1909 absolvoval studijní pobyt v Mnichově. Po návratu do Petrohradu se stal členem uměleckého spolku „Svět umění“ („Mir isskustva“). Do roku 1917 pracoval nad ilustracemi knih (pohádky H. Ch. Andersena, bajky I. Krylova, „Erby hetmanů Malorusi“, aj.). Každé léto navštěvoval ukrajinský Hluchiv.
V březnu 1917 se Narbut přestěhoval do Kyjeva, kde se podílel na založení Ukrajinské akademie umění. Byl zde profesorem grafiky, později rektorem. V tomto období splnil zakázku na cyklus státních tiskovin: navrhl bankovky, poštovní známky, gramoty a jiné tiskoviny Ukrajinské národní republiky. Spolupracoval s řadou časopisů (Naše mynule, Zori, Sonce Truda, Mystectvo, aj.). Vychoval generací svých nástupců, mezi něž patří např. Anton Sereda a Pavlo Kovžun.
Zemřel po krátké a nečekané nemoci v Kyjevě roku 1920. Je pohřbený na kyjevském Bajkovém hřbitově.